# بنجامين بوير
بنجامين بوير (بالفرنسية: Benjamin Boyer )‏ (و. – م) هو ممثل، من فرنسا.

## التعليم
تعلم في مدرسة فلوران ‏.

## وصلات خارجية
- بنجامين بوير على موقع IMDb (الإنجليزية)
- بنجامين بوير على موقع ألو سيني (الفرنسية)
- بنجامين بوير على موقع كينوبويسك (الروسية)